# ۱۱۱۶ (میلادی)
۱۱۱۶ (میلادی) هزارو صد و شانزدهمین سال تقویم میلادی است.

## درگذشتگان
‎